# Leonard Fințescu
Leonard Fințescu (n. 27 mai 1949 - 2011) este un fost senator român în legislatura 1990-1992, ales în județul Galați pe listele partidului FSN. În cadrul activității sale parlamentare, Leonard Fințescu a fost membru în grupul parlamentar de prietenie cu Regatul Unit al Marii Britanii și Irlandei de Nord.